# جامعة أوديسا الحكومية الزراعية
جامعة أوديسا الحكومية الزراعية مؤسسة تعليم عالي أوكرانية، (بالأوكرانية: Одеський державний аграрний університет) هي جامعة تقع في أوديسا أوبلاست، أوكرانيا. تأسست هذه الجامعة في سنة 1918